# فهرست قنات‌های شهرستان مهر
جدول زیر بر اساس آمار وزارت جهاد کشاورزی تهیه شده‌است. فهرست زیر قنات‌های شهرستان مهر در استان فارس را نشان می‌دهد.
| نام قنات    | موقعیت                 | نزدیک‌ترین روستا | طول قنات (متر) | تعداد میله چاه | عمق مادر چاه | دبی (لیتر بر ثانیه) | سطح زیر کشت (هکتار) |
| ----------- | ---------------------- | --------------- | -------------- | -------------- | ------------ | ------------------- | ------------------- |
| بلبلی       | بخش گله‌دار شهرستان مهر | بلبلی           | ۱۵۰            | ۰              | ۱۸           | ۱۵                  | ۱۰                  |
| بندو        | بخش گله‌دار شهرستان مهر | بندو            | ۱              | ۰              | ۰            | ۰                   | ۰                   |
| توکلی       | بخش گله‌دار شهرستان مهر | چاه کنجان       | ۲              | ۰              | ۰            | ۰                   | ۰                   |
| زنیان       | بخش مرکزی شهرستان مهر  | زنیان           | ۱۲             | ۰              | ۰            | ۰                   | ۰                   |
| سیف الدین   | بخش گله‌دار شهرستان مهر | سیف الدین       | ۲۰۰            | ۰              | ۱۴           | ۷۰                  | ۱۵۰                 |
| شول         | بخش مرکزی شهرستان مهر  | شول             | ۰              | ۰              | ۰            | ۱۵                  | ۱۰۰                 |
| مهر         | بخش مرکزی شهرستان مهر  | مهر             | ۰              | ۰              | ۰            | ۳۰                  | ۰                   |
| نالیون      | بخش گله‌دار شهرستان مهر | فال             | ۱۲             | ۰              | ۰            | ۲۰                  | ۵۰                  |
| نرگسی ناچار | بخش گله‌دار شهرستان مهر | نرگسی           | ۸              | ۰              | ۸۰           | ۴                   | ۸                   |
| نواباد      | بخش گله‌دار شهرستان مهر | نواباد          | ۴              | ۰              | ۰            | ۵۰                  | ۱۰۰                 |
| چک چک       | بخش گله‌دار شهرستان مهر | چک چک           | ۲۰۰            | ۰              | ۲۰           | ۰                   | ۰                   |